# Anastasia Biefang
Anastasia Biefang, née le 13 juin 1974 à Krefeld, est une officière d'état-major de l'armée de l'air allemande avec le grade de lieutenant-colonel. En 2017, elle est devenue la première femme trans ayant un grade d’officier supérieur dans l’armée allemande.

## Biographie
Le père de Biefang était un militaire de l'armée de l'air et un officier des systèmes d'armes, et sa mère était une femme d'affaires. Biefang a grandi dans un village de Rhénanie du Nord-Westphalie et a vécu aux États-Unis pendant cinq ans pendant sa jeunesse. Elle se marie une première fois avant et une deuxième fois (en 2018) après sa transition,.
Elle est enrôlée dans la Bundeswehr le 4 juillet 1994 pour le service militaire de base, qui est  obligatoire pour les hommes.
Elle est vice-présidente de l’association QueerBw (de) qui représente les personnes queer au sein de la Bundeswehr.

## Blâme
Elle devient en 2017, la première femme ouvertement transgenre ayant un grade d’officier supérieur dans l’armée allemande.
L'affaire liée à son profil Tinder a fait beaucoup parler de la Bundeswehr, et provoqué des débats sur la question du droit à la vie sexuelle et privée quand on est engagée dans l'armée.
Elle reçoit un blâme de sa hiérarchie  en 2019, alors qu'elle commande à l’époque le 381e bataillon de transmissions de la Bundeswehr, près de Berlin, pour la publication sur son profil Tinder de l'annonce « Directe, sensuelle, trans*, en relation ouverte, cherche sexe. Tous genres bienvenus ». Le 25 mai 2022, le tribunal administratif fédéral rejette le recours déposé contre le blâme, expliquant qu'il est nécessaire d'« éviter des formulations pouvant donner la fausse impression d’une vie sexuelle sans discernement et d’un manque d’intégrité de caractère ». Le jugement a été fortement commenté.

## Documentaire
- Ich bin Anastasia (de), documentaire de Thomas Ladenburger sorti au cinéma en 2019